# Magaz de Cepeda
Magaz de Cepeda es un municipio y lugar español de la provincia de León, en la comunidad autónoma de Castilla y León. Cuenta con una población de 349 habitantes (INE 2024).

## Pedanías
- Benamarías
- Magaz de Cepeda
- Porqueros
- Vanidodes
- Vega de Magaz
- Zacos

## Historia

### SigloXIX
Así se describe a Magaz en la página 17 del tomo XI del Diccionario geográfico-estadístico-histórico de España y sus posesiones de Ultramar, obra impulsada por Pascual Madoz a mediados del siglo XIX:

MAGAZ
Lugar en la provincia de León (7 leguas), partido judicial y diócesis de Astorga (1 1/2), audiencia territorial y capitanía general de Valladolid (26), es cabeza del ayuntamiento de su mismo nombre, a que están agregados los pueblos de Benamarías, Coorderos, Porqueros, Vanidodes, Vegas, Villamejil y Zacos.
Se halla situado en un valle dominado por la cuesta llamada de San Julián, y por un monte que se eleva a la parte del E; su clima es frío y húmedo; sus enfermedades más comunes son fiebres agudas y algunas tercianas.
Tiene 36 casas, iglesia parroquial (San Martín), servida por un cura de ingreso y presentación del señor de Valdemagaz; y buenas aguas potables.
Confina N Vegas; E Benamarías; S Otero de Escarpizo, y O Revilla.
El terreno es de mediana calidad, y le fertilizan en parte las aguas de dos arroyos que corren por el término. Los montes se hallan casi desnudos de arbolado y leñas.
Los caminos dirigen a los pueblos limítrofes; recibe la correspondencia de Astorga.
Producciones: centeno, algún trigo, cebada, lino, patatas y bastantes árboles frutales de peras y manzanas solamente; cría ganado vacuno, lanar y cabrío; caza de perdices y pesca de truchas.
Industria: algunos molinos harineros para el abasto del pueblo.
Población: de todo el ayuntamiento 137 vecinos, 617 almas.

Capital productivo: 1.480.678 reales. Imponible: 81.691. Contribución: 8.289 reales 4 maravedíes. El presupuesto municipal asciende a unos 1.000 reales cubiertos por reparto entre los vecinos.

Hasta la reforma de la nomenclatura municipal de 1916 el municipio se llamaba simplemente Magaz. En dicha fecha su nombre fue modificado por el de Magaz de Cepeda.

## Demografía

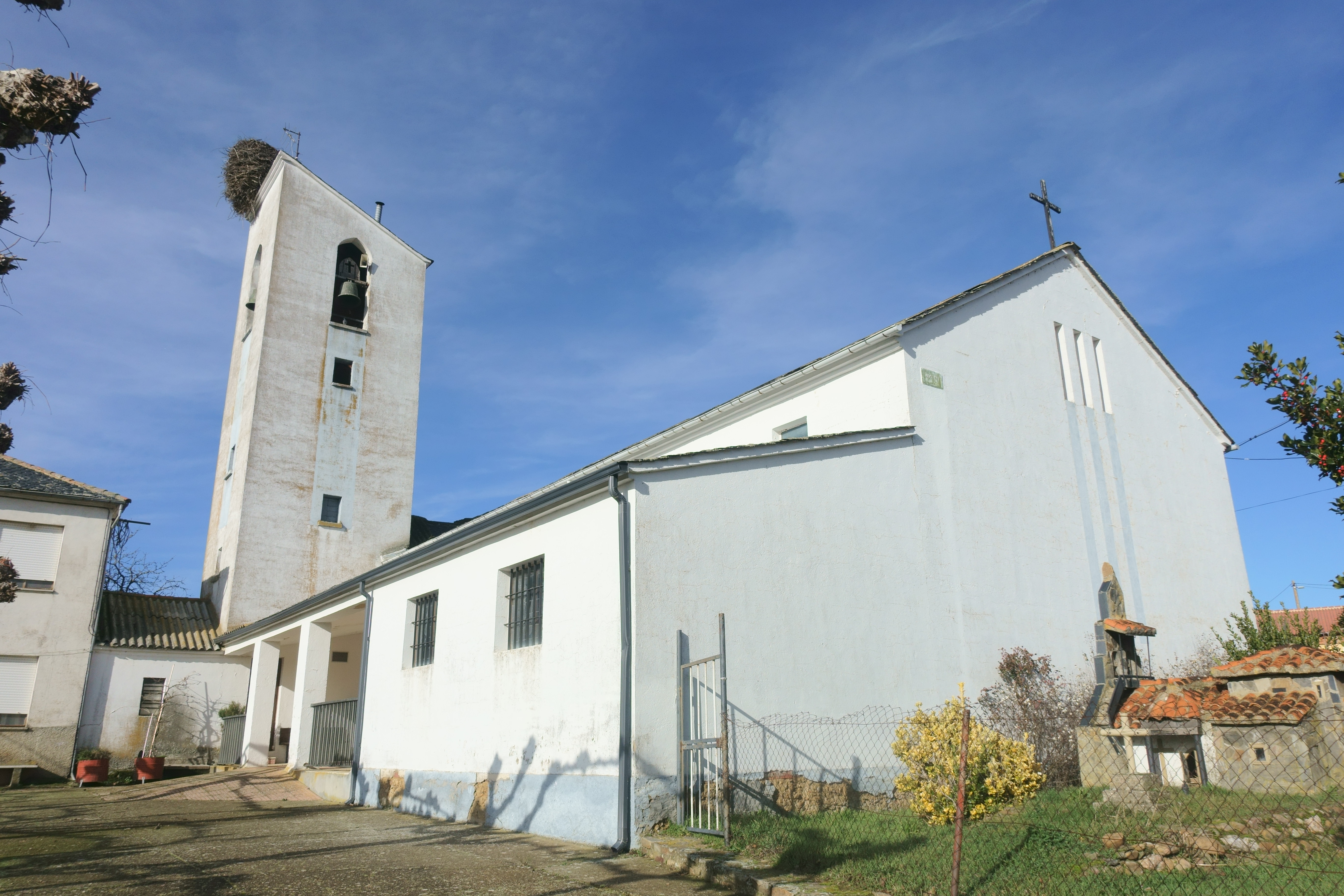
Iglesia de San Martín

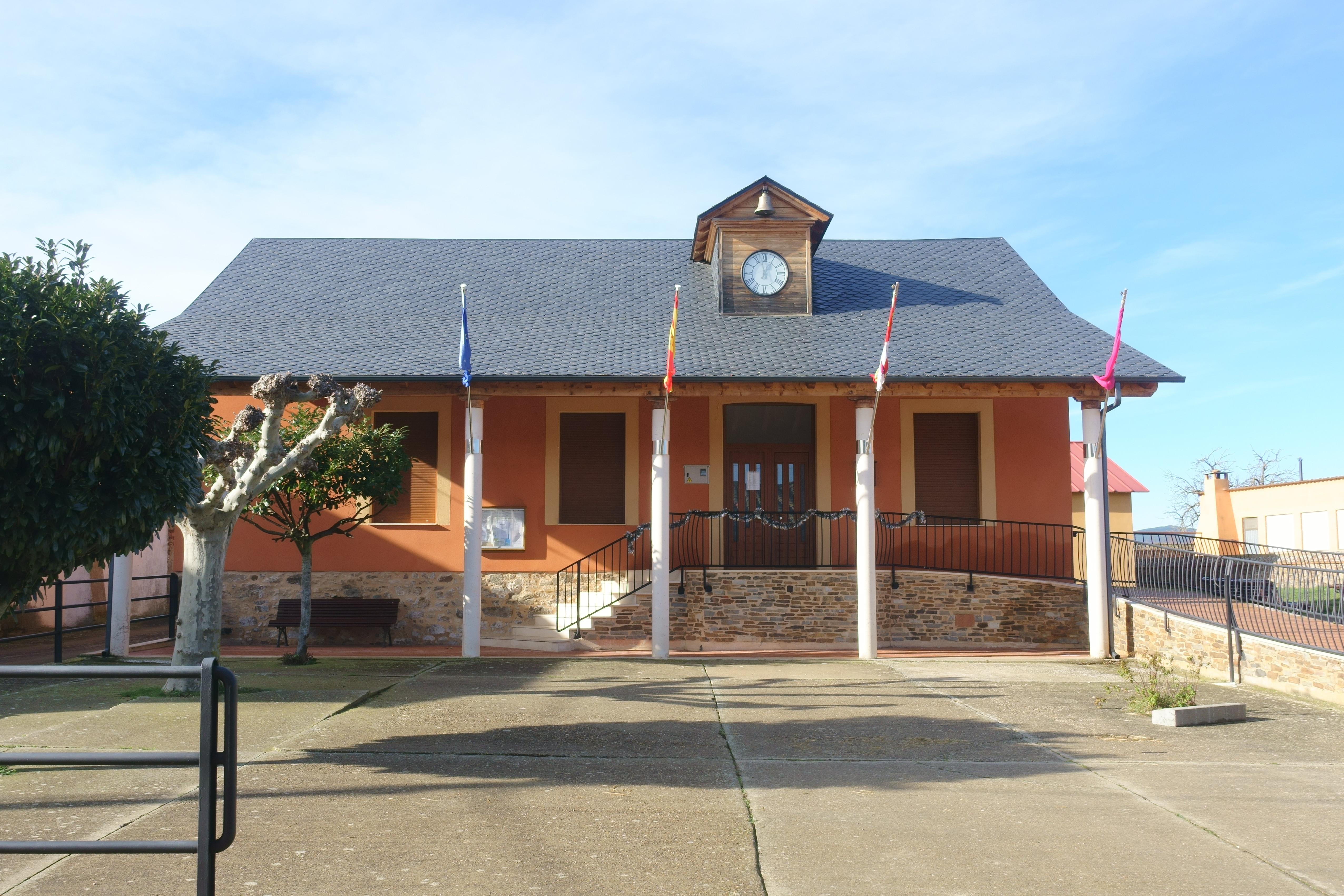
Casa consistorial

Cuenta con una población de 349 habitantes (INE 2024).
| Gráfica de evolución demográfica de Magaz de Cepeda entre 1842 y 2021                                                 |
| |
| Población de derecho según los censos de población del INE. Población de hecho según los censos de población del INE. |

## Transportes
Ferrocarril
Existen dos estaciones ferroviarias en el municipio, la estación de Porqueros y la estación de Vega-Magaz, situadas en las localidades homónimas. En ambas efectúan parada trenes de Media Distancia. En la estación de tren de Vega de Magaz además efectúan paradas trenes Alvia de  Larga Distancia en dirección a Madrid y Galicia.